# ديف مورلي
ديف مورلي (بالإنجليزية: Dave Morley)‏ (25 سبتمبر 1977 في المملكة المتحدة - ) هو لاعب كرة قدم بريطاني في مركز الدفاع. لعب مع أكسفورد يونايتد وماكليسفيلد تاون ومانشستر سيتي ونادي بالا تاون ونادي بانغور سيتي ونادي دونكاستر روفرز ونادي ساوثيند يونايتد ونادي كارلايل يونايتد ونادي هايد إف سي ونادي آير يونايتد.

## وصلات خارجية
- ديف مورلي على موقع الاتحاد الأوربي (الإنجليزية)
- ديف مورلي على موقع قاعدة بيانات كرة القدم.إي يو (الإنجليزية)
- ديف مورلي على موقع Soccerbase.com (لاعب) (الإنجليزية)